# 西餅
西餅（にしもち）は、日本の漫画家。

## 略歴
第30回MANGA OPENに『劇研もっこす』を投稿し、編集部賞を受賞。『モーニング』で3回掲載され、読者の反応はイマイチであったが、一部の熱烈な支持と編集長の独断により、『モーニング』2012年21号から『犬神もっこす』に改題して正式連載となった。劇団を立ちあげた経験があり、団員との交流を元にしたエピソードが作品に活かされている。モーニング2014年8号に読み切りに掲載した『ハルロック』を、2014年19号より連載。かつて「分解魔」、「ドライバー少女」と言われた向阪晴（さきさかはる）が電子工作で小暴れするストーリーとなっている。
次に『モーニング・ツー』で連載した高校野球漫画『僕はまだ野球を知らない』が夏の選手権地方予選1回戦で勝利した時点で連載打ち切りになった後、出版社を通さずに個人で続編『僕はまだ野球を知らない・Second』のウェブ連載を開始した。2021年5月にAmazon.co.jpのセルフ出版サービスKindle ダイレクト・パブリッシングで電子書籍単行本1巻が配信開始。

## 作品リスト
- 犬神もっこす（講談社『モーニング』2012年21号 - 2013年11号、〈モーニングKC〉全5巻）
- はるでん（竹書房『まんがくらぶオリジナル』2013年7月号 読切）
- ハルロック（講談社『モーニング』2014年8号 読切、19号 - 2015年16号、〈モーニングKC〉全4巻）
- 僕はまだ野球を知らない（講談社『月刊モーニングtwo』2017年3号 - 2020年2号、〈モーニングKC〉全5巻）
- 僕はまだ野球を知らない・Second（Kindle ダイレクト・パブリッシング、既刊4巻）
- 日常の西餅 （Kindle ダイレクト・パブリッシング、既刊8巻） - Ｘ（Twitter）で公開された日常漫画をまとめた物。